# Gena Lee Nolin
Gena Lee Nolin (Duluth, Minnesota, 29 de noviembre de 1971) es una actriz y modelo estadounidense. Es conocida por sus apariciones en la televisión en The Price Is Right y Baywatch en la década de 1990.

## Carrera
En 1994, se convirtió en una de las Bellezas de Barker en el concurso de televisión, The Price Is Right.  Poco después, Nolin apareció en la telenovela The Young and the Restless como una modelo llamada Sandy.
En 1995, Nolin protagonizó su gran papel como Neely Capshaw en la serie Baywatch (convirtiéndose en la segunda actriz en interpretar un personaje polémico, que fue creado para aparecer en una parte de un episodio). Luego en el año, Nolin comenzó a modelar, por primera vez desde su embarazo, para Maxim. En 1998, Nolin renunció a Baywatch y comenzó su propio show, Sheena, en 2000. En 2001, Nolin posó desnuda para la edición de Navidad de Playboy. El año siguiente, Sheena fue cancelado.
Hizo un vídeo musical con Billy Currington llamado, I Got A Feeling.

## Vida personal
Se casó con Greg Fahlman el 27 de noviembre de 1993, y tienen un hijo llamado Spencer (nacido en 1997). En 2004, Nolin se divorció de Fahlman y se casó con el jugador de hockey sobre hielo Cale Hulse. Tienen dos hijos: Hudson Lee Hulse (nacido en 2006) y Stella Monroe Hulse (nacida en 2008).
Poco después del nacimiento de su primer hijo, Nolin fue diagnosticada y tratada por depresión postparto. Sufrió grandes síntomas durante su segundo embarazo, y luego sufrió de Trastornos del ritmo cardíaco durante el tercero. Un nivel de tiroxina con un test de sangre encontró un nivel bajo, y fue inmediatamente diagnosticada con Tiroiditis de Hashimoto. Nolin ahora hace campañas de controles periódicos de la glándula tiroides y análisis de sangre.
Como muchas otras celebridades, Nolin ha aparecido en un vídeo sexual, que está disponible en muchos sitios web. La cinta fue grabada probablemente en 1995 y aparece Nolin y Fahlman. Apareció en internet en abril de 2004. Después de su divorcio, Fahlman lo guardó y una novia de años más tarde lo encontró y lo vendió a un sitio pornográfico.

## Filmografía
| Año       | Título                                   | Papel                                         | Notas                                                        |
| --------- | ---------------------------------------- | --------------------------------------------- | ------------------------------------------------------------ |
| 1994-1998 | The Price Is Right                       | Modelo                                        | Ella misma - Modelo / Ella misma                             |
| 1995–1998 | Baywatch                                 | Neely Capshaw                                 | 64 episodios                                                 |
| 1996      | Real Men Don't Watch Pre-Game            | Ella misma - Anfitriona                       |                                                              |
| 1996      | MTV Rock 'N' Jock Basketball VI          | Ella misma - anfitriona                       |                                                              |
| 1996      | TFI Friday                               | Ella misma                                    |                                                              |
| 1997      | MTV Europe Music Awards 1997             | Ella misma                                    |                                                              |
| 1998      | That's Incredible!                       | Anfitriona                                    | Ella misma                                                   |
| 1998      | The Daily Show with Jon Stewart          | Ella misma                                    |                                                              |
| 1998      | Baywatch: White Thunder at Glacier Bay   | Neely Capshaw                                 | Vídeo                                                        |
| 1999      | The Underground Comedy Movie             | Marylin                                       |                                                              |
| 2000      | The Flunky                               | Sondra                                        |                                                              |
| 2000-2002 | Sheena                                   | Sheena                                        | 35 episodios                                                 |
| 2002      | Fear Factor                              | Ella misma                                    | Temporada 3, episodio 1                                      |
| 2003      | Baywatch: Hawaiian Wedding               | Neely Capshaw                                 |                                                              |
| 2010      | Comedy Central Roast of David Hasselhoff | Ella misma                                    |                                                              |
| 2014      | Hell's Kitchen                           | Ella misma                                    | Comedor de invitados; Episodio: "11 chefs compiten, parte 2" |
| 2016      | Sharknado: Que la 4ª te acompañe         | Neely Capshaw – Científica de cohetes Astro-X |                                                              |
| 2017      | Killing Hasselhoff                       | Ella misma                                    |                                                              |